# Dicranum elegans
Dicranum elegans là một loài rêu trong họ Dicranaceae. Loài này được Duby mô tả khoa học đầu tiên năm 1870.